# Coca de cabell d'àngel
La coca de cabell d'àngel és una coca tapada, usualment rectangular, farcida d'una capa gruixuda de cabell d'àngel i coberta amb sucre i pinyons. De vegades, se li pot dir coca de pinyons, però aquest nom inclou també la coca idèntica a aquesta amb la diferència que, en comptes d'estar farcida amb cabell d'àngel, és amb crema catalana espessa. És una coca que, tradicionalment, es menja per les festes majors o els diumenges.